# Edmílson Matias
Edmílson Matias (Andirá, 26 maart 1974) is een Braziliaans voetballer.

## Carrière
Edmílson Matias speelde tussen 1993 en 2011 voor verschillende clubs, in Brazilië, Japan en Saoedi-Arabië.